# 科斯科山
79°9′S 159°33′E / 79.150°S 159.550°E
科斯科山（英語：Mount Kosko）是南極洲的山峰，位於奧次地，處於凱爾蒂山以北11公里，屬於康韋山脈的一部分，海拔高度1,795米，美國地質調查局根據測量和該國海軍的空中照片繪入地圖，現時由南極條約體系管理。